# Комерційна зона

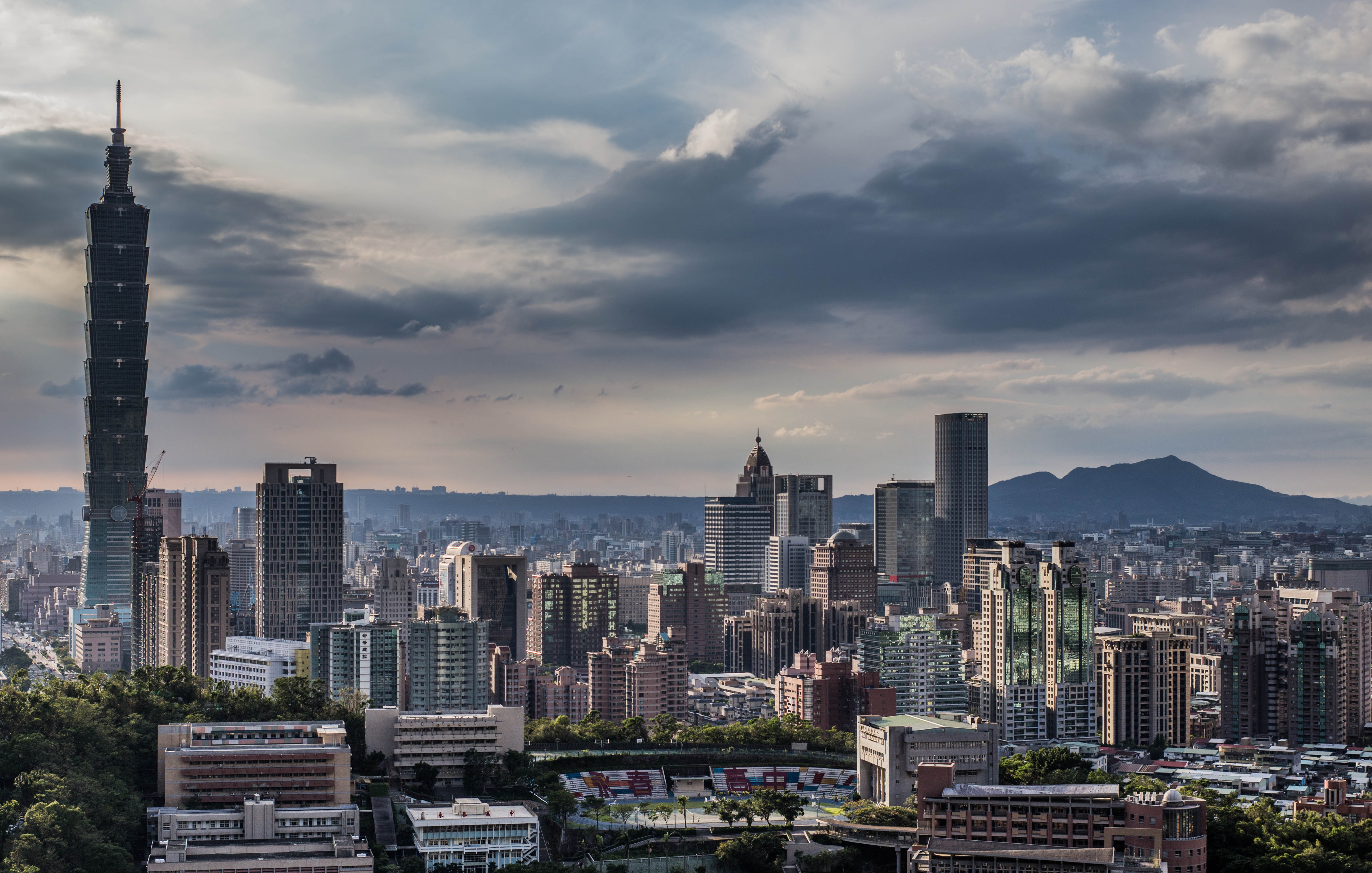
Панорама на Фінансовий район міста Тайбей, Тайвань.

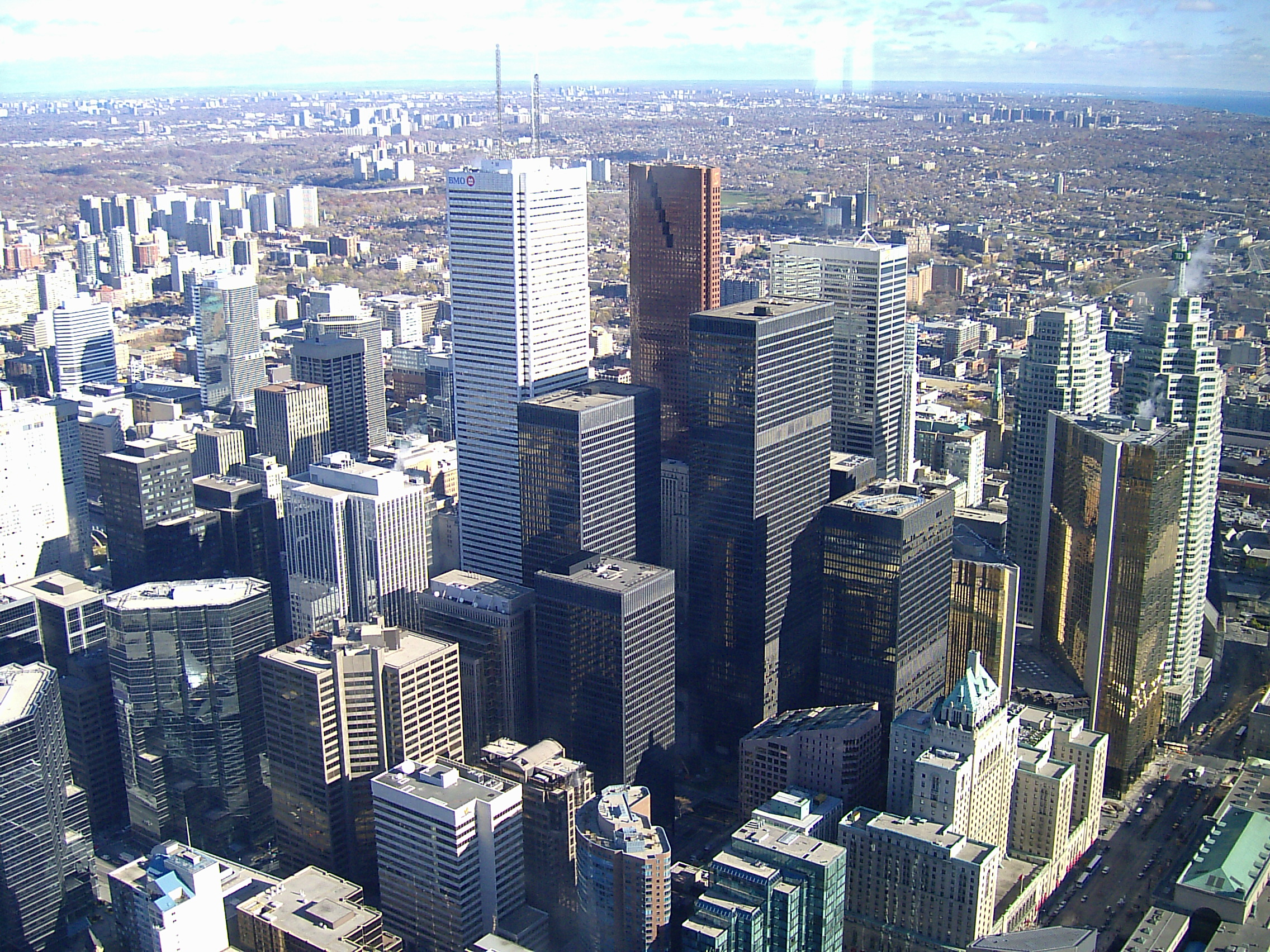
Вигляд з повітря на Фінансовий район, Торонто у Центральному Торонто

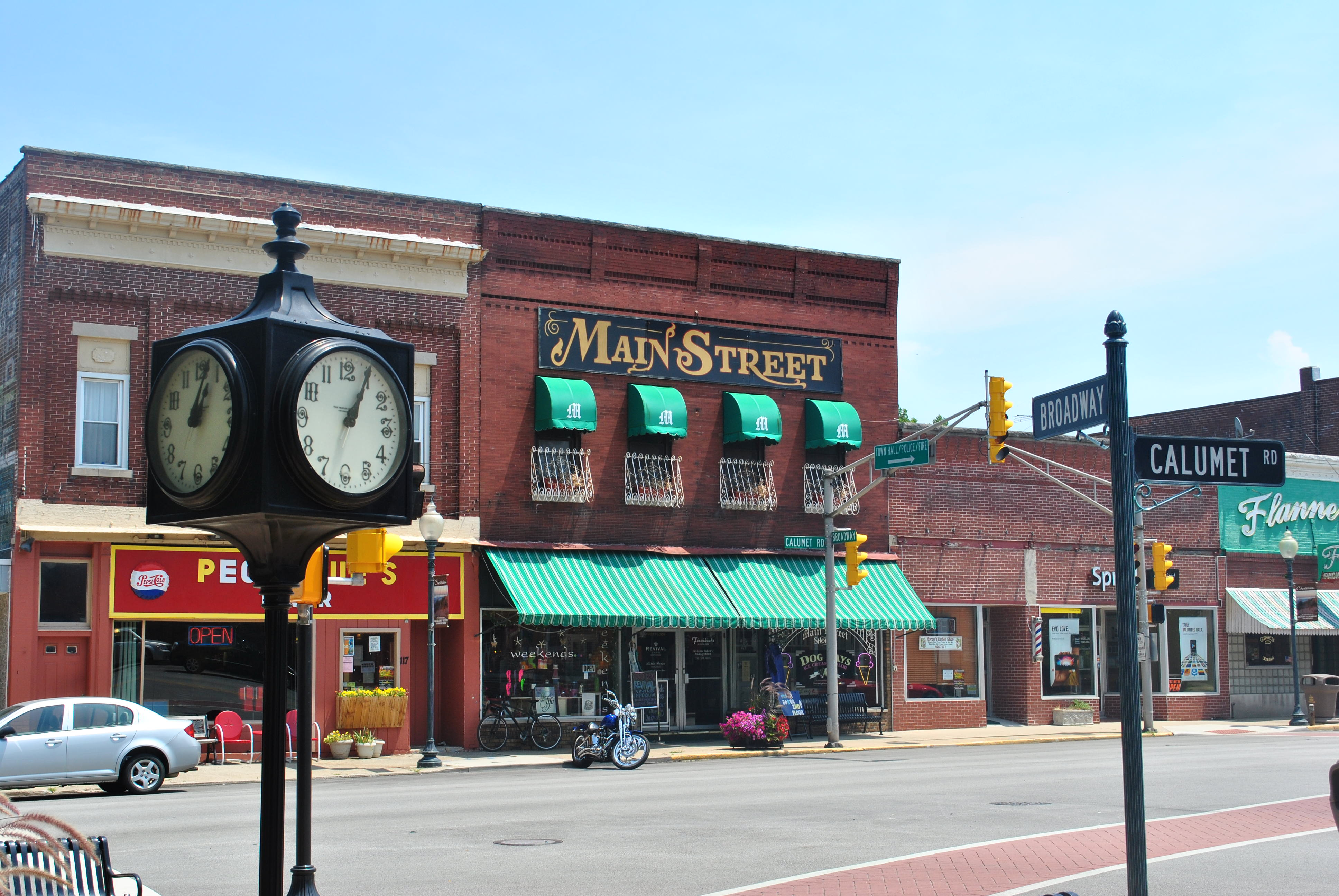
Головна Вулиця в місті Честертон, Індіана

Комерційними зонами у містах є здебільшого зони, райони, або місцевості, які в основному складаються з комерційних будівель, таких як дім побуту (базар), офісні парки, верхнє місто (діловий центр), центральний діловий район, фінансовий район, "Головна вулиця", або торговельні центри. Комерційна діяльність у містах включає купівлю та продаж товарів і послуг у підприємствах роздрібної торгівлі, оптовій купівлі та продажу, фінансових установах і широкому спектрі використання, які широко класифікуються як «бізнес». Хоча комерційна діяльність зазвичай займає відносно невелику кількість землі, вона надзвичайно важлива для економіки громади. Вони забезпечують працевлаштування, сприяють обігу грошей і часто виконують багато інших ролей, важливих для громади, наприклад, публічні збори та культурні заходи.
Комерційна площа – це нерухомість, призначена для використання комерційними підприємствами, наприклад офісні комплекси, торгові центри, СТО та ресторани. Вона може бути придбана забудовником для майбутніх проектів або здаватися в оренду через брокера з нерухомості. Цей тип нерухомості знаходиться десь між житловою та промисловою власністю.
Практично кожен, хто заходить, повинен дати дозвіл на будівництво нового офісного комплексу чи іншого прибуткового бізнесу, міська влада має визначити, що обрана територія дійсно є комерційною. Зони, які відокремлюють комерційну, промислову та житлову територію, чітко зоновані для комерційного використання, тоді місто дозволить продовжити продаж для зазначеного використання. Однак якщо будь-яка частина майна поширюється на житлову або промислову зону, покупець повинен отримати «відмінність», спеціальний дозвіл на перетин кордону зони.
Комерційною площею можуть володіти агенти з нерухомості, які ставляться до неї так само, як і до житлових районів. Можна встановити вивіски, що рекламують наявність і розмір нерухомості, а також домовитися про купівлю або оренду менших земельних ділянок. Продавці також можуть погодитися на покращення землі, наприклад, вирівнювання нерівних місць або вирубування небажаних дерев. Професійний забудовник може придбати величезні зразки такого типу нерухомості просто для того, щоб гарантувати його доступність для подальших проектів.

## Закони про зонування
Міста часто використовують зональні регуляції для запобігання конфліктам між власниками житлових будинків і підприємствами. Земельна ділянка, визначена як комерційна зона, рідко розташована посеред житлових зон. Містобудівники заохочують підприємства збиратися на жвавих вулицях і центральних районах міста. Це допомагає керувати трафіком на ці сайти. Деякі райони міста можуть бути призначені для «змішаного використання», що означає, що деякі комерційні райони можуть використовуватися для житлових цілей. Чудовий торговий район у центрі міста з квартирами був би прикладом змішаного використання.
Визначення комерційних територій також може включати промислове використання, хоча закони про зонування все ще регулюють дозволений рівень промисловості. Важкі галузі промисловості часто купують нерухомість на околицях міст або в некорпорованих районах. Деякі комерційні зони в місті дозволяють використовувати легку промисловість, як правило, це невеликі фабрики з мінімальними викидами та транспортними потребами.
Деякі приклади будівель комерційних районів:
- Арена
- Аудиторіум[en]
- Банк
- Мережа магазинів
- Автозаправна станція
- бакалійна крамниця
- Готель
- Кінотеатр
- Офіс
- Аптека
- Ресторан
- сімейна крамниця[en]
- Торговельний центр
- Автомобільний салон
- Дисконтні крамниці
- Складові клуби[en]

## Різні види комерційних площ

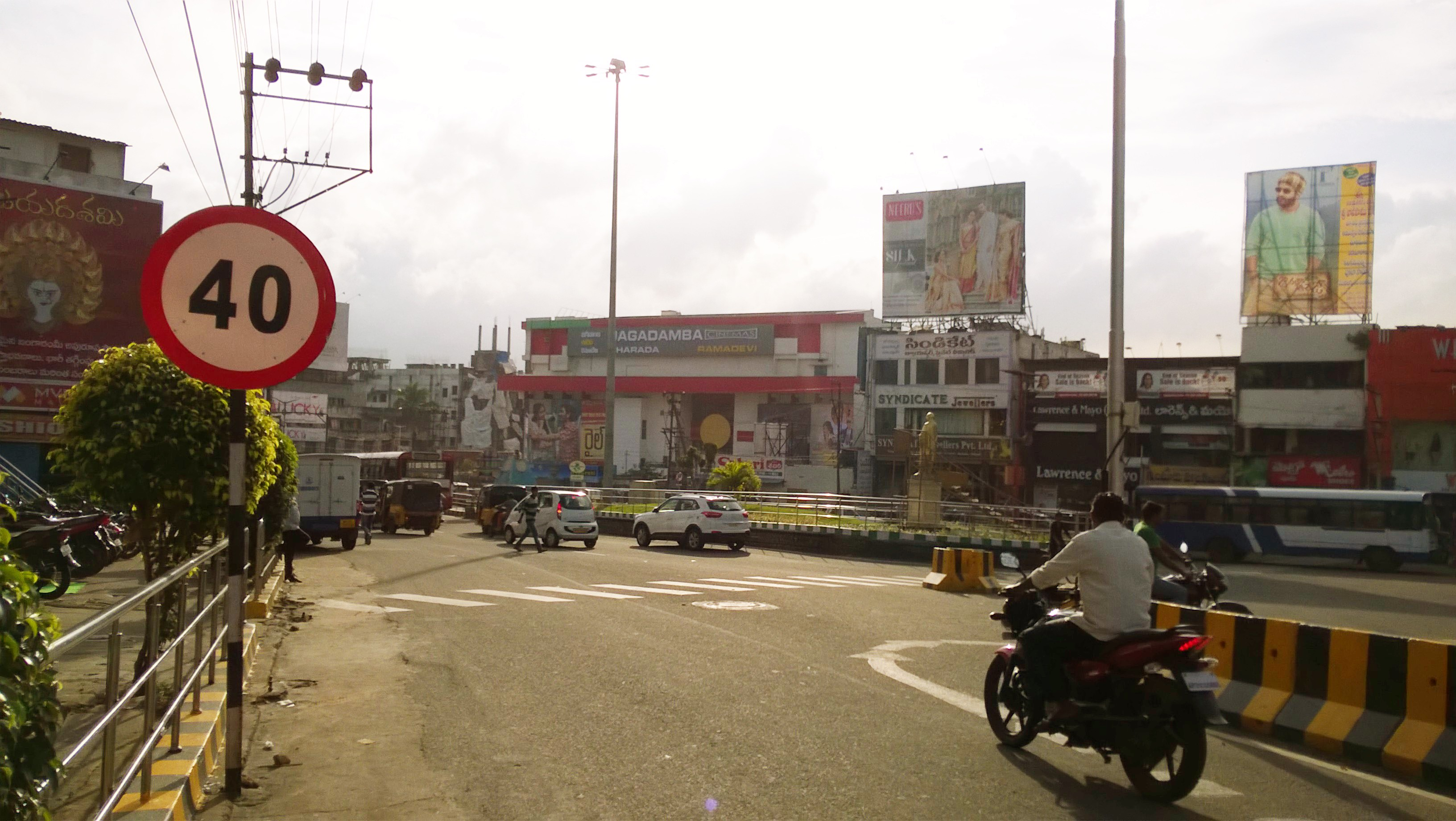
Комерційна площа в Вішакхапатнам

Зона Neighborhood Commercial 1 (CN1) призначена для невеликих крамниць у щільних житлових кварталах або поблизу них. Зона заохочує надання дрібних роздрібних та сервісних послуг для прилеглих житлових районів. Також дозволені деякі види не роздрібного або обслуговуючого використання, тому в існуючих будівлях можна зустріти різноманітні види використання. Використання обмежене за розміром для просування місцевої орієнтації та для обмеження негативного впливу на прилеглі житлові райони. Забудова має бути пішохідною та сумісна з масштабом прилеглих житлових районів. Зони для паркування обмежені, оскільки їх зовнішній вигляд загалом не відповідає навколишньому житловому забудові та бажаній орієнтації використання.
Зона Neighborhood Commercial 2 (CN2) призначена для невеликих комерційних об'єктів і районів у або поблизу менш густонаселених або житлових кварталів що розвиваються. Акцент у зоні робиться на використання, яке надаватиме послуги для прилеглих житлових районів, і на інші види використання, які є невеликими та мають незначний вплив. Використання обмежено за інтенсивністю для просування їх місцевої орієнтації та для обмеження негативного впливу на прилеглі житлові райони. Очікується, що забудова буде переважно автомобільною, за винятком випадків, коли ділянка примикає до транзитної вулиці або в пішохідному районі. Стандарти забудови відображають, що територія, як правило, буде оточена більш розкинутою житловою забудовою.
Зона Office Commercial 1 (CO1) використовується на невеликих ділянках у житлових районах або поблизу них або між житловими та комерційними районами. Зона має бути офісною зоною низької інтенсивності, що дозволяє розташовувати невеликі офіси в житлових кварталах або поруч із ними. Дозволені види використання призначені для обслуговування сусідніх районів і/або мають незначний шкідливий вплив на околиці. Планується, що забудова має бути за масштабом і характером схожою на сусідню житлову забудову, щоб забезпечити сумісність з навколишнім районом. Розвиток має бути орієнтований на пішоходів уздовж транзитних вулиць і в пішохідних районах.

## Оренда комерційних площ
Оренда комерційних офісних приміщень є однією з найбільших витрат, пов’язаних з новим бізнесом, який розширюється, тому дуже важливо зробити належну обачність. Ось кілька порад щодо переговорів про комерційну оренду для вашого малого бізнесу.

### Договір оренди
Термін оренди та оренда – ваші перші точки переговорів. Як правило, малим підприємствам рекомендується вести переговори про оренду на один-два роки з можливістю поновлення. Ви також захочете врахувати підвищення орендної плати протягом терміну і варіанти поновлення, щоб не стягувати плату за неочікуване підвищення орендної плати без попередження.
Подумайте про співпрацю з брокером, який допоможе вам домовитися з орендодавцем. Також важливо проконсультуватися з досвідченим юристом з нерухомості; вони часто можуть порекомендувати правильний вибір для вас і захистити ваші інтереси, коли ви ведете переговори про оренду через брокера.
У комерційних договорах оренди термін дії договору оренди може бути надзвичайно суворим, але суди Сполучених Штатів шляхом проб і помилок створили винятки, щоб полегшити деякі занепокоєння. Комерційні орендарі тепер можуть використати «чесну помилку» чи «необережність», щоб ігнорувати своєчасне поновлення договору оренди. Непродовження договору оренди тепер також може призвести до конфіскації майна орендарю.

## Зовнішні посилання
- Визначення терміна «commercial» у Вікісловнику